# Saint-Clément-des-Baleines

Saint-Clément-des-Baleines este o comună în departamentul Charente-Maritime, Franța. În 1 ianuarie 2022 avea o populație de 712 de locuitori.